# デイリーニューズ (ロサンゼルス)
デイリーニューズ（Daily News）はカリフォルニア州ロサンゼルスで発行されている新聞。他の都市の同名の新聞と区別し「ロサンゼルス・デイリーニューズ」と呼ばれることも多い。「ロサンゼルス・デイリーニューズ」を正式名とする新聞がかつて存在していたが、両紙に特別の関係はない。

## 沿革
- 1911年 - 発行開始
- 1998年 - メディアニューズ・グループの傘下に入る